# Jock West
John Milns West, detto Jock (Belvedere, 28 febbraio 1909 – 6 giugno 2004), è stato un pilota motociclistico britannico.

## Carriera
Nato nel Kent a Belvedere, oggi parte della Greater London, da madre scozzese, West iniziò ad appassionarsi al motociclismo a 14 anni, spinto dal figlio di un vicino di casa. Esordì nelle competizioni nel 1927 sul circuito di Crystal Palace su una Zenith 350, concentrandosi negli anni seguenti sul grass-track, dove si fece notare dalla Ariel, la quale gli fornì una moto per il Senior Manx Grand Prix 1931, nel quale si ritirò. Con la stessa moto, l'anno successivo, si classificò ventesimo.
Nel 1933 corse lo Junior TT con una AJS, con cui si ritirò. La sua prestazione fu notata da Edward Turner, che lo ingaggiò per la Triumph l'anno successivo, correndo il Senior TT sia nel 1934 che nel 1935, ritirandosi in entrambi i casi (allo Junior TT '35, invece, fu quindicesimo con una NSU).
Nel 1936 West, dopo aver terminato un apprendistato di cinque anni in ingegneria, divenne direttore delle vendite dell'importatore britannico della BMW. Ciò gli valse, l'anno successivo, l'ingaggio da parte della Casa tedesca: con la Typ 255 500 bicilindrica boxer con compressore fu sesto al Senior TT e primo al GP dell'Ulster, vittoria ripetuta anche nel 1938. Inoltre fu secondo al Senior TT 1939 dietro al collega di Marca Georg Meier.
Durante la Seconda guerra mondiale West fu arruolato dalla RAF. Congedato dopo il conflitto, fu assunto dalla Associated Motor Cycles, gruppo che comprendeva AJS e Matchless, come direttore delle vendite, continuando anche nelle corse: nel 1947 portò al debutto la AJS E90 "Porcupine" 500 bicilindrica al Senior TT, nel quale si classificò quattordicesimo. West riuscì anche ad andare a punti nel neonato Motomondiale nelle stagioni 1949 e 1950, prima di ritirarsi definitivamente dalle competizioni.
West lavorò per l'Associated Motor Cycles fino al 1961, passando successivamente alle dipendenze dell'importatore britannico della Lambretta e quindi di nuovo in BMW.
È morto a 95 anni nel 2004, dopo una breve malattia.

## Risultati nel motomondiale

### Classe 500
| 1949 | Classe | Moto |  |  |  |  |   |  | Punti | Pos. |
| ---- | ------ | ---- |  |  |  |  | - |  | ----- | ---- |
| 1949 | 500    | AJS  |  |  |  |  | 5 |  | 5     | 11º  |

| 1950 | Classe | Moto |  |  |  |  |   |  | Punti | Pos. |
| ---- | ------ | ---- |  |  |  |  | - |  | ----- | ---- |
| 1950 | 500    | AJS  |  |  |  |  | 5 |  | 2     | 14º  |

| Legenda | 1º posto        | 2º posto            | 3º posto            | A punti      | Senza punti        | Grassetto – Pole position Corsivo – Giro più veloce |
| Legenda | Gara non valida | Non qual./Non part. | Ritirato/Non class. | Squalificato | '-' Dato non disp. | Grassetto – Pole position Corsivo – Giro più veloce |